# 이해운
이해운(1985년 ~ )은 대한민국의 배우이다.

## 학력
- 세종대학교 영화예술학과

## 출연작

### 영화
- 《더러운 돈에 손대지 마라》 (2024년) - 종업원 역
- 《드림》 (2023년) - 정글PD 역
- 《세이레》 (2022년) - 친구1 역
- 《비상선언》 (2022년) - 과학수사 역
- 《앵커》 (2022년) - 한기자 역
- 《소리도 없이》 (2020년) - 매달린 남자 역
- 《침입자》 (2020년) - 상구 역
- 《시동》 (2019년) - 문성현 역
- 《82년생 김지영》 (2019년) - 광고주남사원 역
- 《배심원들》 (2019년) - 좌배석판사 역
- 《뺑반》 (2019년) - 국도남 역
- 《악당출현》 (2017년) - 동기 역
- 《양치기들》 (2016년) - 핸드폰 남 역
- 《밖》 (2015년) - 준호 역
- 《차이나타운》 (2015년) - 통역남 역
- 《방과후 옥상》 (2006년) - 안경 역

### 드라마
- 《아라문의 검》 (2023년, tvN) - 잎생 역
- 《홈타운》 (2021년, tvN) - 정영섭 역
- 《악마판사》 (2021년, tvN) - 김충식 역
- 《청춘기록》 (2020년, tvN) - 제작 PD 역
- 《강남 스캔들》 (2018년, SBS) - 최진욱 역
- 《달콤한 원수》 (2017년, SBS) - 조병수 역
- 《너를 노린다》 (2015년, SBS)
- 《별에서 온 그대》 (2014년, SBS)
- 《가족의 탄생》 (2012년, SBS)
- 《드라마의 제왕》 (2012년, SBS) - 박 피디 역
- 《할 수 있는 자가 구하라》 (2012년, MBC Every1)
- 《무사 백동수》 (2011년, SBS)